# 長春村
長家村，是臺灣彰化縣花壇鄉所轄的18個村之一，位在花壇鄉東南邊。面積平方公里、1951人。西鄰中庄村，北接三春村、永春村和灣雅村，東鄰芬園鄉楓坑村，南接大村鄉平和村。該村外形東西較長，在以前屬於三家春大字第三保。

## 村名由來
以地名「三家春」命名。

## 歷史沿革
長春村於清代時隸屬燕霧上堡三家春庄(由顧姓,陳姓,施姓三大家族莊園組成)；明治35年（1902年）時，改彰化廳燕霧上堡三家春庄；明治42年（1909年）改彰化支廳橋子頭區三家春庄；至大正9年（1920年）則隨行政區調整，隸屬彰化郡花壇庄三家春大字。
二次大戰結束後，國民政府接收臺灣，以原先三家春大字範圍分設為三春村、永春村和長春村。